# Primera batalla de Durrës
La batalla de Durrës va ser una batalla naval de la Primera Guerra Mundial que es va dur a terme entre el 28 i el 29 de desembre de 1915 davant de la costa de Durrës, a Albània, entre l'armada austrohongaresa (K.u.K.K.) contra elements de l'armada italiana (Regia Marina), britànica (Royal Navy) i francesa (Marine Nationale).

## Antecedents
El novembre de 1915, tot i que el general Cadorna era contrari a l'enviament de tropes italianes al territori albanès, es va crear un «Cos Especial italià» d'uns 50.000 homes amb la intenció d'operar a Albània.
El segon comboi va sortir de Tàrent el 2 de desembre i a l'entrar a la badia de Vlorë, el vaixell de vapor Re Umberto, que transportava 765 soldats, va xocar contra una mina marina i es va enfonsar amb la pèrdua de 53 homes. Fins i tot el destructor Intrepido es va enfonsar.
El cos especial va haver de fer-se càrrec de Vlorë i Durrës, protegint a l'exèrcit serbi dels atacs dels austrohongaresos i proveir-los de subministraments. S'havia d'enviar la Brigada Savona a Durrës per mar, però aquesta idea va ser descartada i el 3 de desembre va sortir el 15è Regiment d'Infanteria i dues bateries de muntanya cap a Durrës, a on va arribar el 9 de desembre. De manera més general, l'exèrcit va haver de lidiar per a evacuar l'exèrcit serbi d'Albània.

## Batalla
Quan el comandant de les forces navals austrohongareses es va assabentar que un vaixell de vapor i alguns velers italians van desembarcar subministraments per als serbis i que dos destructors estaven de patrulla, va ordenar al creuer lleuger SMS Helgoland i a cinc destructors de la classe Tatra (SMS Lake, SMS Csepel, SMS Lika, SMS Triglav i SMS Tatra) de dur a terme una incursió a Durrës amb la finalitat de sorprendre i enfonsar a les unitats enemigues.
A la mitjanit del 28 de desembre, el SMS Helgoland i els cinc destructors van sortir de Kotor. A les 02:30 h es van trobar en la seva ruta al submarí francès Monge, que va ser atacat i enfonsat.
A les 06:00 h, el SMS Helgoland i un destructor es van dirigir cap a la costa albanesa, al sud de Durrës, per a tallar la retirada dels italians cap a Vlorë mentre que els altres quatre destructors es van dirigir directament cap a Durrës, on van arribar a les 07:30 h enmig d'una densa boira. Van creuar un camp de mines i van penetrar amb èxit al port, on només van trobar un vaixell de vapor i dues goletes. Els van enfonsar i van sortir ràpidament del port sota el foc de l'artilleria de costa, que els va obligar a passar de nou pel camp de mines. El SMS Csepel va passar el camp de mines indemne. Després ho va fer el SMS Tatra, però una hèlix va topar amb una mina a les 08:30 h, que va explotar i va enfonsar ràpidament el vaixell pel seu costat dret i causant 50 morts. El SMS Triglav va anar a ajudar-lo, però va xocar contra una mina que va explotar en la seva part inferior, causant 10 morts i danys greus. El SMS Csepel el va voler remolcar, i a les 09:30 h van a començar a dirigir-se cap a Kotor a 6 nusos.
Quan la notícia de l'atac enemic va arribar a la Guàrdia Costanera de Bríndisi, es va enviar cap a Kotor els creuers Dartmouth, Quarto, Nino Bixio i Weymonth, a més de quatre destructors italians (incloent el Nievo, on es van embarcar el llavors tinent de navili Alberto Da Zara) i cinc destructors francesos, per a evitar la retirada de la flota austrohongaresa. A les 13:00 h, el Dartmouth, el Quarto i els destructors francesos van albirar als austrohongaresos, que van abandonar al SMS Triglav, i es van dirigir cap a l'oest per a escapar de les unitats de l'entesa que van aparèixer des del nord. Així va començar la persecució de l'enemic que va finalitzar a la nit; al vespre el SMS Helgoland i els tres destructors supervivents es van dirigir cap al sud a gran velocitat per a enganyar a l'enemic. A les 17:20 h, quan ja era fosc, van tornar cap al nord-oest i a les 18:15 h es van dirigir cap al nord, deixant als seus perseguidors enrere i van aconseguir escapar.
Es van reparar els danys del SMS Helgoland i el 6 de febrer de 1916 va realitzar una nova incursió a Durrës, pero vista la guàrdia de les unitats italianes, va tornar a la base.

## Conseqüències
Els italians van romandre a Durrës ajudant als serbis fins al febrer de 1916, quan incapaços de resistir l'avanç dels austrohongaresos van haver de sortir de la ciutat per mar en la nit entre el 22 i el 23 de febrer. A continuació Durrës va ser ocupada pels austrohongaresos, que malgrat això, no van poder conquerir Vlorë, defensada per 100.000 italians.